# Jia Perkins
Jia Perkins, née le 2 février 1982 à Newburgh au Texas, est une basketteuse américaine. Reconnue pour sa défense, notamment son sens de l'interception, elle est une shooteuse redoutée à mi-distance et à trois points.

## Biographie
Son père Johnny Perkins a joué sept saisons en NFL avec les Giants de New York.
Avec les Red Raiders, ses statistiques moyennes sont de 15,4 points, 4,7 rebonds et 3,3 passes en 115 matches. En junior, elle est nommée dans le meilleur cinq de la Conférence Big 12, après avoir été dans le second cinq en sophomore. Elle est quatrième à la marque avec 1 768 points, seconde aux interceptions (305) et septième aux passes (376) de l'histoire de Texas Tech. Son record est 41 points le 12 décembre 2002 contre Creighton.

### WNBA
Elle est draftée en 35e position par le Sting de Charlotte, bien plus bas qu'attendu si elle n'avait été enceinte de sept mois. Elle ne joue que très peu pour sa première saison car elle donne naissance à sa fille le 4 juin 2004. Elle joue la saison hivernale en WNBL pour mieux se consacrer à sa fille Aalirah qui la suivra dans tous les pays où elle joue. Sa seconde saison est plus aboutie, mais elle est laissée non protégée par le Sting et devient le premier choix du Sky de Chicago lors de la draft d'expansion de 2006.
En 2006, elle intègre très vite le cinq majeur de la nouvelle franchise et aligne en moyenne 9,4 points, 3,2 passes décisives et 3,6 rebonds. Puis la saison suivante, si elle se retrouve sur le banc, ses statistiques progressent pourtant à 11,7 pts, 2,3 passes et 3,3 rebonds avec une pointe à 39 points, nouveau record de la franchise; sa réussite à 3 points (45,9 %) est la quatrième de la WNBA. 
En 2008, elle débute les 34 rencontres du Sky avec une moyenne de 17,0 points qui est la septième moyenne de la ligue. Avec 39 lancers réussis consécutivement, elle surpasse largement le précédent record WNBA de 28 réussites. Elle figure dans le Top 10 aux ponts (9e), aux interceptions (6e avec 1,88), l'adresse aux lancers francs (5e avec 89,1 %). Faute de All-Star Game cette année-là, elle est attend 2009 pour avoir cet honneur (y marquant même 16 points) grâce à 13,2 points, 3,4 rebonds, 2,15 interceptions (5e de la WNBA). En 2010, elle aligne 10,7 points, 2,9 rebonds et 2,4 passes décisives par rencontre.
Le 20 avril 2011, elle est échangée par le Sky contre Michelle Snow des Silver Stars de San Antonio. 
En 2015 son coach Dan Hughes se félicite de son rôle de leader : « Parfois, en tant que coach, les joueuses se nourrissent de votre énergie. Jia, elle, vous donne de l'énergie. »
Le jour de la draft WNBA 2016, le Lynx acquiert Jia Perkins contre le 14e choix Jazmon Gwathmey. Elle y retrouve Cheryl Reeve qui était assistante du Sting et à l'origine de son choix de draft.
Le Lynx remporte les Finales WNBA 2017 par trois victoires à deux contre les Sparks de Los Angeles, ce qui permet au club du Minnesota d'égaler le record des quatre titres des Comets de Houston. Elle prend ensuite sa retraite sportive.

### Europe
Elle débute en Europe en 2004-2005, mais la jeunesse de son enfant l'incite à revenir en NWBL. Après sa première vraie saison de WNBA, elle est de retour en Grèce à Megas Aleksandros pour 10 rencontres (20,7 points à 39 %, 4,0 rebonds, 2,5 passes, 3,5 interceptions). En 2006-2007, elle joue en Israël à Raanana Herzeliya pour 10 matches à 16,7 points à 49,5 %, 4,5 rebonds, 2,9 passes, 2,3 interceptions et l'année suivante dans le même pays pour A.S. Ramat-Hasharon avec 20 rencontres à 20,0 points à 55,3 %, 5,2 rebonds, 2,4 passes et 2,6 interceptions (demi-finales des play-offs) ainsi que 12 rencontres d'Eurocoupe (quart de finaliste) : à 15,5 points à 47 %, 4,1 rebonds, 3,3 passes, 2,6 interceptions. En octobre-novembre 2008, elle ne dispute que cinq rencontres en Pologne avec Utex Row Rybnik (18,6 points, 4,0 rebonds, 3,2 passes, 3,6 interceptions) avant de revenir à l'A.S. Ramat-Hasharon pour un titre de championne d'Israël à 23 matches à 17,0 points à 55,2 %, 4,3 rebonds, 2,3 passes, 2,3 interceptions.
En 2009-2010, elle rejoint le championnat turc avec Galatasaray pour 10 matches (jusque janvier, le club finira finaliste) à 14,2 points à 56,1 %, 3,1 rebonds, 2,1 passes, 2,0 interceptions et découvre l'Euroligue pour 7 matches à 15,6 points à 46,2 % , 4,4 rebonds, 2,4 passes, 2,3 interceptions. En janvier 2011, elle s'engage pour le club turc de Ceyhan Belediyespor avec 13 rencontres à 13,1 points à 42,7 %, 3,5 rebonds, 2,2 passes, 2,3 interceptions. À l'automne 2011, elle revient à A.S. Ramat-Hasharon,. Puis elle finit par ne plus jouer qu'en WNBA pour éviter de perturber la scolarité de sa fille.

## Clubs
- 2000-2004 :  Red Raiders de Texas Tech (NCAA)
- 2004-2005:  Mask Cosmopel Kastoria
- 2005:  Fury de Dallas (NWBL)
- 2005-2006:  Megas Aleksandros
- 2006-2007:  Raanana Herzeliya
- 2007-2008:  A.S. Ramat-Hasharon
- 2008-nov. 2008: Utex Row Rybnik
- Nov. 2008-2009:  A.S. Ramat-Hasharon
- 2009- janv. 2010: Galatasaray
- Janv. 2011-2011: Ceyhan Belediyespor
- 2011-2012:  A.S. Ramat-Hasharon
- 2013-2014 :  Good Angels Košice

### WNBA
- 2004-2005 :  Sting de Charlotte
- 2006-2010 :  Sky de Chicago
- 2011-2015 :  Silver Stars de San Antonio
- 2016- :  Lynx du Minnesota

## Palmarès

### Club
- Finaliste de la Coupe d'Israël 2008, 2009
- Quart de finaliste de l'Eurocoupe 2008
- Championne de la saison régulière d'Israël 2008, 2009
- Demi-finaliste championnat d'Israël 2008
- Championne d'Israël 2009
- Finaliste du championnat turc 2010[2]
- Championne de la WNBA 2017[9].

### Sélection nationale
- Médaille d’or au Mondial junior 2002

### Distinctions personnelles
- Meilleur cinq d'Eurobasket.com Israël 2008, 2009 et MVP 2009[2]
- WNBA All-Star Game 2009
- Second cinq défensif de la WNBA 2013